# Wójtowianka
Wójtowianka (Doa, Goa, niem. Rohrgraben) – potok, prawobrzeżny dopływ Ostropki o długości 5,99 km.
Potok płynie w Gliwicach. Jego źródła znajdują się na polach na terenie dzielnicy Ostropa, następnie płynie on przez tereny poligonu wojskowego w Wójtowej Wsi, a ujściem jest wlot kanału w pobliżu Teatru Miejskiego. Potok wpada pod ziemią do skanalizowanego odcinka Ostropki. Tworzy wyraźną, porośniętą drzewami dolinkę. Okolice potoku stanowiącą ostoję ptactwa.
W pobliżu osiedla Sikornik potok przepływa przez małą kaskadę (N 50°16'44", E 18°38'57"). Według planów budowy obwodnicy śródmieścia Gliwic, kaskada znajduje się na trasie wytyczonej jezdni. Poniżej kaskady od 1907 roku do lat pięćdziesiątych XX wieku znajdowało się kąpielisko.
Obok nazwy Wójtowianka stosowana jest nazwa Doa. Forma Doa powstała najprawdopodobniej wskutek przekręcenia (być może jeszcze przez kartografów niemieckich) formy Doły, czyli potok Doły, co wywodziłoby się od wspomnianych Wilczych Dołów..